# Tlacoatzintepec Chinantec jezik
Tlacoatzintepec Chinantec jezik (ISO 639-3: ctl), indijanski jezik kojim govori oko 	2.000 (1990 popis) Chinantec Indijanaca u naseljima San Juan Bautista Tlacoatzintepec, San Pedro Alianza, Santiago Quetzalapa i San Juan Zapotitlán u meksičkoj državi Oaxaca.
Pripada činantečkoj porodici jezika, velika porodica otomang.

## Vanjske poveznice
- Ethnologue (14th)
- Ethnologue (15th)